# رودني كرويل
رودني كرويل (بالإنجليزية: Rodney Crowell)‏ هو مغني وعازف قيثارة ومنتج أسطوانات وموسيقي ومغن مؤلف أمريكي، ولد في 7 أغسطس 1950 في هيوستن في الولايات المتحدة.

## وصلات خارجية
- الموقع الرسمي
- رودني كرويل على موقع IMDb (الإنجليزية)
- رودني كرويل على موقع ميوزك برينز (الإنجليزية)
- رودني كرويل على موقع إن إن دي بي (الإنجليزية)
- رودني كرويل على موقع أول ميوزيك (الإنجليزية)
- رودني كرويل على موقع ديسكوغز (الإنجليزية)
- رودني كرويل على موقع قاعدة بيانات الفيلم (الإنجليزية)